# Anversa degli Abruzzi
Anversa degli Abruzzi – miejscowość i gmina we Włoszech, w regionie Abruzja, w prowincji L’Aquila.
Według danych na rok 2004 gminę zamieszkiwało 431 osób, 13,9 os./km².